# Ex de verdad
«Ex de verdad» es una canción escrita e interpretada por el dúo estadounidense Ha*Ash. Se lanzó el 25 de mayo de 2015, como el tercer sencillo de su primer álbum en vivo titulado Primera fila: Hecho realidad.  En 2021, formó parte del EP, Lo más romántico de: Ha*Ash.
Alcanzó la primera posición en las estaciones radiales en México. En 2020 se certificó como triple disco de platino más oro por AMPROFON. La pista fue escrita por Ashley Grace, Hanna Nicole y Beatriz Luengo, basada en la comparación amorosa entre la relación de Ashley y de Joy Huerta la mejor amiga de las hermanas.

## Antecedentes y composición
«Ex de verdad» fue escrito por Ashley Grace y Hanna Nicole, con la coautoría de la cantante española Beatriz Luengo. Se estrenó como el tercer sencillo de la primera producción discográfica en vivo de las hermanas Primera fila: Hecho realidad el día 25 de mayo de 2015.
El tema se basa en la "comparación de una relación", en este caso, la diferencia que hubo entre el exnovio de Ashley Grace y la de su mejor amiga Joy Huerta, basado en que ambas terminaron sus relaciones al mismo tiempo. Mientras que la antigua relación de Ashley la trataba mal y no era capaz ni de saludarla cuando la veía, la de Joy era todo lo contrario. Cuando las hermanas y la cantante de Jesse & Joy fueron a cenar a un restaurante en Miami, esta última se encontró con su expareja, y a diferencia del ex de la primera, este la trató bien haciéndola dudar de su decisión de haber terminado. "Un día estábamos en Miami y ella comenzó a quejarse de porque no podía tener un ex-novio de verdad, así mala onda, que no la marcara y que fuera fácil olvidarse de él", comentó Ashley Grace sobre la pista.

## Recepción
«Ex de verdad» se ubicó en la trigésima tercera posición en Mexico Español Airplay de Billboard. En el mismo país, llegó a la primera posición en el Monitor Latino. En el año 2019 se certificó como doble disco de platino por AMPROFON. El 12 de diciembre de 2020, el tema se certificó como triple disco de platino por AMPROFON, y en 2021, con triple disco de platino más oro.

## Vídeo musical
El videoclip se estrenó el 25 de mayo de 2015 en las plataformas oficiales del dúo. En él se ve a las integrantes del dúo interpretando la canción frente a un público del concierto Primera Fila. El día 13 de enero de 2017, la cinta superó los 100 millones de reproducciones en YouTube, logrando su vevo certified. El vídeo fue dirigido por Nahuel Lerena y Pato Byrne. A octubre de 2019, el vídeo cuenta con 220 millones de reproducciones en YouTube.

## Presentaciones en vivo
El tema ha sido incluido en las giras 1F Hecho Realidad Tour y la Gira 100 años contigo. Ha sido interpretado desde el año 2015 hasta el año 2019. Ha*Ash ha cantando en una oportunidad el tema «Ex de verdad» con la participación de otros artista:
- 16 de noviembre de 2016, Palacio de los Deportes junto a Alicia Villarreal durante la gira 1F Hecho Realidad.[18]
- Con la Big Band Jazz de México durante unos conciertos de la gira 1F Hecho Realidad.[19]

## Otras versiones en álbum
El 13 de noviembre de 2015 el dúo estreno la edición especial del álbum Primera fila: Hecho realidad, incluyendo 9 temas nuevos, entre ellos, «Perdón, perdón» acompañada de la Big Band Jazz de México.
| N.º | Título                                 | Duración |  |
| 1.  | «Ex de verdad» (Versión Big Band Jazz) | 3:58     |  |

## Créditos y personal
Créditos adaptados de las notas del álbum.

### Grabación y gestión
- Grabado en Estudios Churubusco (Ciudad de México)
- Mezclado en Cutting Cane Studios
- Posproducción en The Shoe Box
- Publicado por Sony Music Entertainment México, S.A. De C.V. en 2014.
- Administrado por Sony / ATV Discos Music Publishing LLC / Westwood Publishing

### Personal
- Ashley Grace: voz
- Hanna Nicole: voz
- Pablo De La Loza: voces de fondo, teclados, coproducción, programador, arreglos, ingeniería adicional
- Tim Mitchell: voces de fondo, guitarra, producción, programador, arreglos, ingeniería adicional
- George Noriega: producción, programador, arreglos, ingeniería adicional
- Uri Natenzon: bajo
- Ben Peeler: lap steel guitar
- Ezequiel Ghilardi: batería
- Brad Blackwood: maestro de ingeniería
- Juan Pablo Fallucca: ingeniería de grabación
- Charles Dye: ingeniería de mezcla

## Posicionamiento en listas
| Listas (2015)                   | Mejor posición |
| ------------------------------- | -------------- |
| México (Mexico Español Airplay) | 33             |
| México (Monitor Latino)         | 1              |
| México Tocadas (Monitor Latino) | 3              |

| Listas (2016)           | Mejor posición |
| ----------------------- | -------------- |
| México (Monitor Latino) | 29             |

## Certificaciones
| País (organismo certificador) | Certificación  | Unidades certificadas |
| ----------------------------- | -------------- | --------------------- |
| México (AMPROFON)             | Diamante + Oro | 330 000               |

## Premios y nominaciones
| Año  | Premio               | Categoría      | Resultado |
| ---- | -------------------- | -------------- | --------- |
| 2017 | Vevo Certified Award | Vevo Certified | Ganadoras |